# Eburia giesberti
Eburia giesberti es una especie de escarabajo longicornio del género Eburia, tribu Eburiini, familia Cerambycidae. Fue descrita científicamente por Noguera en 2002.
Se distribuye por Honduras.

## Descripción
La especie mide 13,9-16,8 milímetros de longitud. El período de vuelo ocurre en el mes de mayo.